# Lathys teideensis
Lathys teideensis är en spindelart som beskrevs av Jörg Wunderlich 1992. Lathys teideensis ingår i släktet Lathys och familjen kardarspindlar.
Artens utbredningsområde är Kanarieöarna. Inga underarter finns listade i Catalogue of Life.